# Schola cantorum
Schola cantorum (lat. 'škola pjevača') ili zbor pjevača zborska je škola i pjevački zbor mladih određenih za praćenje bogoslužja u Katoličkoj Crkvi. Prvu je osnovao papa Silvestar I. (oko 334.); od ove je nastala rimska škola u Lateranu i analogne škole u crkvama diljem katoličkog svijeta. Ime se primilo i u laičkim školama, od kojih je najslavnija pariška schola cantorum koju je 1894. osnovao Vincent d'Indy i kasnije ju preobrazio u skladateljsku školu. 
Jedna od brojnih škola koje su osnovale pape jest ona koju je osnovao papa Grgur I. Veliki, koja je neizmjerno mnogo pridonijela povijesti glazbe, pišući knjigu, Antifonarij u kojem su prikupljeni svi napjevi iz Rimskog Carstva. Papa Grgur I. je postavio školu Silvestra I. na čvrste temelje. Samo najumješniji pjevači izabiru se za pjevanje u slavni Schola cantorum Silvestra I.
Zbor pjevača je skupina po ulozi slična lektoru. Čini ju probrana skupina ljudi za pjevačku službu, vrlo važnu u službi liturgijskog slavlja.